# Rhysolepis
Rhysolepis es un género de plantas con flores perteneciente a la familia  Asteraceae.  Comprende 68 especies descritas y de estas, solo 2 aceptadas.

## Taxonomía
El género fue descrito por Sidney Fay Blake y publicado en Contributions from the Gray Herbarium of Harvard University 52: 36. 1917. La especie tipo es Rhysolepis palmeri (A. Gray) S. F. Blake

## Especies aceptadas
A continuación se brinda un listado de las especies del género Rhysolepis aceptadas hasta julio de 2012, ordenadas alfabéticamente. Para cada una se indica el nombre binomial seguido del autor, abreviado según las convenciones y usos.
- Rhysolepis kingii H.Rob.
- Rhysolepis morelensis (Greenm.) S.F.Blake